# Anabropsis
Anabropsis is een geslacht van rechtvleugeligen uit de familie Anostostomatidae. De wetenschappelijke naam van dit geslacht is voor het eerst geldig gepubliceerd in 1901 door Rehn.

## Soorten
Het geslacht Anabropsis omvat de volgende soorten:
- Anabropsis alata Brunner von Wattenwyl, 1888
- Anabropsis aptera Brunner von Wattenwyl, 1888
- Anabropsis costaricensis Rehn, 1905
- Anabropsis marmorata Rehn, 1905
- Anabropsis mexicana Saussure, 1859
- Anabropsis microptera Gorochov, 2001
- Anabropsis modesta Gorochov, 2001
- Anabropsis rehni Griffini, 1909
- Anabropsis saltatrix Saussure & Pictet, 1897
- Anabropsis spinigera Gorochov, 2001